# Haddam (Kansas)
Haddam é uma cidade localizada no estado americano de Kansas, no Condado de Washington.

## Demografia
Segundo o censo americano de 2000, a sua população era de 169 habitantes.
Em 2006, foi estimada uma população de 156, um decréscimo de 13 (-7.7%).

## Geografia
De acordo com o United States Census Bureau tem uma área de
0,9 km², dos quais 0,9 km² cobertos por terra e 0,0 km² cobertos por água.

## Localidades na vizinhança
O diagrama seguinte representa as localidades num raio de 20 km ao redor de Haddam.